# Kvalifikacije za popunu Druge savezne lige 1973.
Skupština FSJ donijela je 30. lipnja 1973. odluku da se u sezoni 1973./74. drugoligaško natjecanje odvilo se u dvije skupine: Istok i Zapad. Istočnu skupniu činili su klubovi Srbije bez Vojvodine, Crne Gore i Makedonije, a zapadnu klubovi Vojvodine, Hrvatske, Bosne i Hercegovine i Slovenije. Sustav kvalifikacija bio je kompliciran. Poštivao se redoslijed na tablici od četiri skupine zaključno sa šestim mjestom, potom su bili važni drugoligaški plasmani klubova po republikama i pokrajinama, potom se računao plasman u treći rang, a potom su se igrale kvalifikacije.

## Međurepubličke kvalifikacije

### Sudionici
- GOŠK Dubrovnik (8. mjesto u Drugoj saveznoj ligi – Jug)
- OFK Titograd (9. mjesto u Drugoj saveznoj ligi – Jug)
- Pobeda Prilep (9. mjesto u Drugoj saveznoj ligi – Istok)

### Tijek kvalifikacija
| Prva momčad    | Druga momčad   | 1. utakmica | 2. utakmica |
| -------------- | -------------- | ----------- | ----------- |
| GOŠK Dubrovnik | Pobeda Prilep  | 0:3         | 0:2         |
| Pobeda Prilep  | OFK Titograd   | 1:0         | ?           |
| OFK Titograd   | GOŠK Dubrovnik | ?           | 2:2         |

Pobeda Prilep pobjeđuje i tako ostaje u Drugoj ligi, OFK Titograd ide u crnogorske kvalifikacije, GOŠK Dubrovnik ispada.

## Slovenija

### Sudionici
- Mercator Ljubljana (8. mjesto u Drugoj saveznoj ligi – Zapad)
- Železničar Maribor (prvak Slovenske lige)

### Tijek kvalifikacija
| Prva momčad | Ukupno | Druga momčad | 1. utakmica 14. srpnja 1973. | 2. utakmica 21. srpnja 1973. |
| ----------- | ------ | ------------ | ---------------------------- | ---------------------------- |
| Mercator    | 9:3    | Železničar   | 3:2                          | 6:1                          |

Obje momčadi ostaju u svojim ligama.

## Hrvatska

### Sudionici
- Dinamo Vinkovci (7. mjesto u Drugoj saveznoj ligi – Sjever)
- Rovinj (prvak Riječko-pulske zone)
- Zagrebački plavi (prvak Zagrebačke zone)
- Metalac Osijek (prvak Slavonske zone − Podravska skupina)
- BSK Slavonski Brod (prvak Slavonske zone − Posavska skupina)
- Zadar (prvak Dalmatinske zone − Sjever)
- Neretva Metković (prvak Dalmatinske zone − Jug)

### Tijek kvalifikacija
Rovinj je pobijedio ostale zonske pobjednike i postao amaterski prvak Hrvatske. Kasnije su osporili vinkovačkom Dinamu plasman u Drugu ligu.
| Prva momčad     | Ukupno | Druga momčad | 1. utakmica | 2. utakmica |
| --------------- | ------ | ------------ | ----------- | ----------- |
| Dinamo Vinkovci | 7:0    | Rovinj       | 4:0         | 3:0         |

Obje momčadi ostaju u svojim ligama.

## Bosna i Hercegovina

### Sudionici
- Kozara B. Gradiška (7. mjesto u Drugoj saveznoj ligi – Zapad)
- UNIS Vogošća (7. mjesto u Drugoj saveznoj ligi – Jug)
- Jedinstvo Brčko (12. mjesto u Drugoj saveznoj ligi – Sjever)
- Elektrobosna Jajce (prvak Banjalučke zone)
- Sloga Doboj (prvak Tuzlanske zone)
- Bosna Sarajevo (prvak Sarajevsko-zeničke zone)
- Mladost Lištica (prvak Hercegovačke zone)

### Tijek kvalifikacija
Kozara iz Bosanske Gradiške (pobjednici četiri skupine u BiH bili su Sloga iz Doboja, Elektrobosna iz Jajca, Mladost iz Lištice, Bosna iz Sarajeva, u finalu Sloga savladala Bosnu, potom je u drugoj fazi Kozara bila uspješnija od UNIS-a, Jedinstva od Sloge jedanaestercima, a na kraju je Kozara slavila u revanšu u izvođenju jedanaesteraca u Brčkom).
| Kozara B. Gradiška | 3:2            | UNIS Vogošća    | 2:0 | 1:2 |
| Jedinstvo Brčko    | 1:1 (5:4 pen.) | Sloga Doboj     | 1:0 | 0:1 |
| Finale             |                |                 |     |     |
| Kozara B. Gradiška | 2:2 (4:3 pen.) | Jedinstvo Brčko | 2:1 | 0:1 |

Kozara ostaje u Drugoj ligi. Ostali idu u Jedinstvenu ligu Bosne i Hercegovine.

## Vojvodina

### Sudionici
- Dinamo Pančevo (9. mjesto u Drugoj saveznoj ligi – Sjever)
- Vrbas (prvak Vojvođanske lige)

### Tijek kvalifikacija
| Prva momčad | Ukupno | Druga momčad   | 1. utakmica | 2. utakmica |
| ----------- | ------ | -------------- | ----------- | ----------- |
| Vrbas       | 1:4    | Dinamo Pančevo | 1:0         | 0:4         |

Obje momčadi ostaju u svojim ligama.

## Srbija

### Sudionici
- Voždovac Beograd (10. mjesto u Drugoj saveznoj ligi – Sjever)
- Rad Beograd (prvak Srpske lige – Sjever)
- Dubočica Leskovac (prvak Srpske lige – Jug)

### Tijek kvalifikacija
Rad iz Beograda prvo je savladao Dubočicu, prvaka Srpske lige – Jug, a zatim je eliminirao Voždovac.
| Prva momčad | Ukupno | Druga momčad     | 1. utakmica | 2. utakmica |
| ----------- | ------ | ---------------- | ----------- | ----------- |
| Rad Beograd | 3:2    | Voždovac Beograd | 2:0         | 1:2         |

Rad Beograd napreduje u Drugu ligu, ostali prelaze u jedinstvenu Prvu srpsku ligu.

## Crna Gora

### Sudionici
- OFK Titograd (9. mjesto u Drugoj saveznoj ligi – Jug)
- Iskra Danilovgrad (prvak Crnogorske lige)

### Tijek kvalifikacija
OFK Titograd koji je bio uspješniji od Iskre iz Danilovgrada.

Obje momčadi ostaju u svojim ligama.

## Kosovo

### Sudionici
- Obilić (16. mjesto u Drugoj saveznoj ligi – Istok)
- Vlaznimi Đakovica (17. mjesto u Drugoj saveznoj ligi – Istok)
- Kosovo Polje (prvak Kosovske lige)
- Buducnost Peć (2. mjesto u Kosovskoj ligi)

### Tijek kvalifikacija
Budućnost iz Peći, koja je odigrala jednu utakmicu s Obilićem u Kosovskoj Mitrovici (Vlaznimi i Kosovo Polje ispali u pokrajinskom polufinalu).
| Budućnost Peć | – | Vlaznimi Đakovica | 1:0 |                              |
| Obilić        | – | Kosovo Polje      | ?:? |                              |
| Finale        |   |                   |     |                              |
| Budućnost Peć | – | Kosovo Polje      | ?:? | Igrano u Kosovskoj Mitrovici |

Budućnost Peć plasirala se u Drugu ligu, ostali će igrati u Kosovskoj ligi.

## Makedonija

### Sudionici
- Teteks Tetovo (10. mjesto u Drugoj saveznoj ligi – Istok)
- Rabotnički Skoplje (prvak Makedonske lige)

### Tijek kvalifikacija
Rabotnički je pobijedio Teteks.

Rabotnički napredovao u Drugu ligu, Teteks ispao u Makedonsku ligu.

## Poveznice
- Druga savezna liga 1972./73.
- 3. ligaški rang 1972./73.

## Vanjske poveznice
- SISTEM TAKMIČENJA U JUGOSLAVIJI 1968.-1973.
- Vremeplov 4: Ligaška takmičenja od 1945-1992. godine